# Dik geleimos
Dik geleimos (Enchylium tenax) is een korstmos uit de familie Collemataceae. Ze heeft een symbiont: de cyanobacterie Nostoc commune.

## Determinatie

### Uiterlijke kenmerken
Dit korstmos heeft een dikke zwarte of donkergroene gelatineuze thallus die variabel in grootte is. Het thallus bereikt gewoonlijk 2–4 cm, maximaal 10 cm in diameter, is bladachtig, in de vorm van kleine rozetten of onregelmatig, liggend tegen het substraat of gedeeltelijk oplopend. De bovenkant is donker olijfgroen tot bruinzwart. Isidiën kunnen aanwezig zijn en zijn dan groot en bolvormig. Apotheciën zijn vaak aanwezig en zijn licht- of donkerrood tot roodbruin of zwart, met een diameter tot 3 mm. Aanvankelijk zijn de apotheciën vlak en later bol.
Het vermenigvuldigt zich als stukjes van het thallus afbreken, of wanneer isidiën, sorediën en apotheciën worden geproduceerd. Het is bestand tegen uitdroging. Het krimpt als het droog is en zwelt op als er water aanwezig is. De verzonken pycnidiën hebben een diameter van 100 tot 200 μm en zijn min of meer bolvormig
Deze soort heeft geen kenmerkende kleurreacties.

### Microscopische kenmerken
De asci zijn meestal achtsporig en zelden met minder sporen. De ascosporen meten 17–26 × 6,5–10,5 μm, zijn drievoudig septaat en submuriform (wandvormig), met puntige of afgeronde uiteinden en blijven permanent kleurloos. De pycnidiën vormen staafvormige pycniosporen met licht gezwollen uiteinden.

## Ecologie
Dik geleimos groeit terrestrisch en op steen. Het is een indicator voor basische gronden. Het wordt vaak aangetroffen op gipsrijke en andere kalkrijke gronden, zoals naast schelpenfietspaadjes.

## Verspreiding
Dik geleimos komt voor in Arctische en gematigde streken op het noordelijk halfrond. Het komt heel algemeen voor in Noord-Amerika en is aanwezig in Europa, Azië en Afrika. In equatoriale regio's komt het alleen voor in Nicaragua, het Arabische schiereiland en Zuid-Iran. Het is zeldzaam op het zuidelijk halfrond (alleen Zuid-Afrika, Australië en het eiland Kerguelen).
In Nederland komt het vrij algemeen voor. Het staat niet op de rode lijst en is niet bedreigd.